# Луций Антистий Вет (консул-суффект 28 года)
Луций Антистий Вет (лат. Lucius Antistius Vetus) — политический деятель эпохи ранней Римской империи.
Его отцом был консул 6 года до н. э. Гай Антистий Вет, а братом — консул 23 года Гай Антистий Вет.
Луций был квиндецемвиром для судебных разбирательств, квестором, претором и понтификом. В 28 году он занимал должность консула-суффекта вместе с Квинтом Юнием Блезом.